# Milano-Modena 1922
La Milano-Modena 1922, tredicesima edizione della corsa, si svolse il 15 ottobre 1922 su un percorso di 283 km. La vittoria fu appannaggio dell'italiano Giovanni Bassi, che completò il percorso in 10h01'00", alla media di 28,253 km/h, precedendo i connazionali Ugo Agostoni e Alessandro Tonani.
Sul traguardo di Modena 27 ciclisti, su 29 partiti da Milano, portarono a termine la competizione.

## Ordine d'arrivo (Top 10)
| Pos. | Corridore               | Squadra                 | Tempo                   |
| ---- | ----------------------- | ----------------------- | ----------------------- |
| 1    | Giovanni Bassi          | -                       | 10h01'00"               |
| 2    | Ugo Agostoni            | Legnano-Pirelli         | ?                       |
| 3    | Alessandro Tonani       | Ganna-Dunlop            | ?                       |
| 4    | Adriano Zanaga          | Ganna-Dunlop            | ?                       |
| 5    | Luigi Gilardi           | Maino                   | ?                       |
| 6    | Pietro Bestetti         | Maino                   | ?                       |
| 7    | Emilio Petiva           | Maino                   | ?                       |
| 8    | Giovanni Trentarossi    | Bianchi-Salga           | ?                       |
| 9    | Rodolfo Romagnoli       | -                       | ?                       |
| 10   | 11 ciclisti a ? ex æquo | 11 ciclisti a ? ex æquo | 11 ciclisti a ? ex æquo |